# 丸三綿業
丸三綿業株式会社（まるさんめんぎょうかぶしきがいしゃ）は、群馬県高崎市に本社を置く寝具メーカーである。
2001年末以降、天然素材を使用した布団など高級寝具の販売を行ったほか、2002年からは高級寝具の販売をさらに拡大した。この背景として、既存商品が輸入低価格商品との競争で苦戦していたことが挙げられ、高級品指向に転換することで対応した。
農業生物資源研究所と共同で、新しい綿綿「シルクフィル」を開発し、2010年に特許を取得した。手作業を行わず、かつコストを半減化できる真綿生産の新技術であり、炭酸ナトリウムなどの薬品により糸からセリシンを完全に除去することで、完全な機械化などを可能とした。その後、日本経済新聞社が実施した2011年度第2回技術トレンド調査で4位に選出された。なお、2011年にシルクフィルを使用した掛け布団を発売したものの、高価であり販売に難航したため、その後は肩当てやベストなどの小物やシルクフィル自体の販売も行っていった。